# Ballon de Servance
Ballon de Servance é um pico do maciço Vosges, com uma altitude de 1216 metros.